# Полтергајст (филм из 1982)
Полтергајст (енгл. Poltergeist) је амерички хорор филм из 1982. режисера Тоба Хупера, сценаристе и продуцента Стивена Спилберга са Џобет Вилијамс, Зелдом Рубинстејн, Крејгом Нелсоном и Хедер Огрерк у главним улогама. Филм је номинован за 3 Оскара и у све 3 категорије изгубио је од Е. Т. ванземаљца, који је такође радио Стивен Спилберг.
Хупер је за режисера изабран због свог претходног рада на још једном веома успешном хорору - Тексашком масакру моторном тестером.
Филм је 4. јуна 1982. објавила продукцијска компанија Метро-Голдвин-Мејер и веома брзо је доживео огроман успех у погледу зараде, поставши 8. филм с највећом зарадом те године, али је добио и сјајан пријем како публике тако и критичара. Награђен је Сатурн наградом за најбољи хорор филм године, као и за најбољу шминку, а и глумица Зелда Рубинстејн добила је исту награду за улогу медијума Тангине Баронс у филму.
Добио је статус култног класика и увршћен је на многе листе најбољих хорор филмова свих времена. Филм је започео истоимену трилогију, од које је први наставак снимљен након 4 године, под насловом Полтергајст 2: Друга страна у који се враћају већина од главних ликова из овог филма. 2015. године снимљен је истоимени римејк.

## Радња
Када најмлађи члан породице Фрилинг, Карол Ен, нестане без икаквог логичног објашњења, а након тога успостави контакт са својом породицом преко ТВ-а, њени родитељи се одлучују да потраже помоћ у парапсихологији. Они унајмљују докторку Леш и њена 2 помоћника да им објасне шта се то дешава у њиховој кући и да им помогну да врате Карол Ен. Др Леш им говори да је највероватније реч о полтергајсту, али схвата да су ствари које се дешавају у њиховој кући превише опасне и да им она не може помоћи. Ипак, она познаје неког ко им може и хоће помоћи. У питању је веома моћни медијум, Тангина Баронс, која ће на крају и успети да спасе Карол Ен.

## Улоге
| Глумац           | Улога            |
| ---------------- | ---------------- |
| Зелда Рубинстејн | Тангина Баронс   |
| Џобет Вилијамс   | Дајана Фрилинг   |
| Крејг Нелсон     | Стивен Фрилинг   |
| Хедер Огрерк     | Карол Ен Фрилинг |
| Беатриче Стрејт  | др Леш           |
| Доминик Дан      | Дана Фрилинг     |
| Оливер Робинс    | Роби Фрилинг     |
| Ричард Лосон     | Рајан            |
| Мартин Казела    | Марти            |
| Џејмс Карен      | гдин Тиг         |
| Мајкл Макманус   | Бен Тутхил       |
| Вирџинија Кизер  | гђа Тутхил       |
| Сони Лендам      | радник на базену |